# Zuzana Zvolenská
Zuzana Zvolenská (ur. 27 stycznia 1972 w Bratysławie) – słowacka prawniczka, w latach 2012–2014 minister zdrowia.

## Życiorys
Absolwentka prawa na Uniwersytecie Komeńskiego w Bratysławie. W 2016 ukończyła studia doktoranckie.
Od połowy lat 90. pracowała w sektorze bankowym i ubezpieczeniowym. W 2002 podjęła pracę w zakładzie ubezpieczeń zdrowotnych Spoločná zdravotná poisťovňa, w 2006 została zastępcą dyrektora generalnego tej instytucji. W 2008 powołana na dyrektora generalnego państwowego ubezpieczyciela zdrowotnego Všeobecná zdravotná poisťovňa. Od 2010 wchodziła w skład zarządu jednego z przedsiębiorstwa ubezpieczeniowego Dôvera.
W kwietniu 2012 objęła stanowisko ministra zdrowia w drugim rządzie Roberta Ficy. Ustąpiła w listopadzie 2014, gdy ujawniono, że powołana przez resort dyrekcja szpitala w Pieszczanach nabyła tomograf komputerowy po znacznie zawyżonej cenie. Zajęła się później prowadzeniem firmy konsultingowej.